# 알베르츠 크비에시스
알베르츠 크비에시스(라트비아어: Alberts Kviesis, 1881년 12월 22일~1944년 8월 9일)는 라트비아의 정치인으로 1930년 4월 9일부터 1936년 4월 11일까지 제3대 라트비아의 대통령을 지냈다.